# Ett oskrivet blad (roman)
Ett oskrivet blad är en roman från 2001 av Marie Hermanson. Den är en slags psykologisk rysare.

## Handling
Reine är förtidspensionär, uppvuxen på ett barnhem och med en enda vän, Ture. Han är sned i ryggen och haltar. Han går ibland i kyrkan för stämningens och musikens skull. En kväll när han ska gå hem efter kyrkobesöket ser han en tjock kvinna som förgäves försöker få på sig kappan. I hennes ansikte ser han något välbekant, skam och förvirring. Han bjuder henne på kafé och ser hur hon njutningsfullt slukar bakverken. Hon lyssnar på Reines historia men säger inte mycket om sig själv.
Angela är också förtidspensionär och tillbringar livet med att äta, titta på TV och virka. Hon verkar passiv och bortkommen och Reine känner att han vill ta hand om henne. Hon är som ett oskrivet blad, tycker han. De gifter sig och trots att Angela är över 40 år så blir hon gravid. De får sonen Bjarne och äntligen känner sig Reine som en vanlig människa, med fru, barn, bil och sommarstuga.
Men så blir sonen allvarligt sjuk. Och snart finner Reine att Angela inte alls är som han trodde. Han vet egentligen ingenting om henne.